# Sinŭiju
Sinŭiju, aussi écrit Sinuiju (en coréen : 신의주시, /si.nɰi.dzu/), est une ville portuaire nord-coréenne, chef-lieu de la province du Pyongan du Nord, située sur le Yalou (ou Amnokgang) non loin du golfe de Corée, à la frontière sino-coréenne. La ville chinoise de Dandong lui fait face, de l'autre côté du fleuve, les deux villes étant reliées par les pont de l'amitié sino-coréenne et le nouveau pont de la rivière Yalu. Compte tenu de sa localisation sur la ligne ferroviaire Pyongyang-Pékin, Sinuiju est également un poste douanier.
La ville est devenue en 2002 le centre de la région administrative spéciale de Sinŭiju, où sont expérimentées des réformes économiques et l'économie de marché.
La population de Sinŭiju est estimée à 348 341 habitants en 2008.

## Histoire

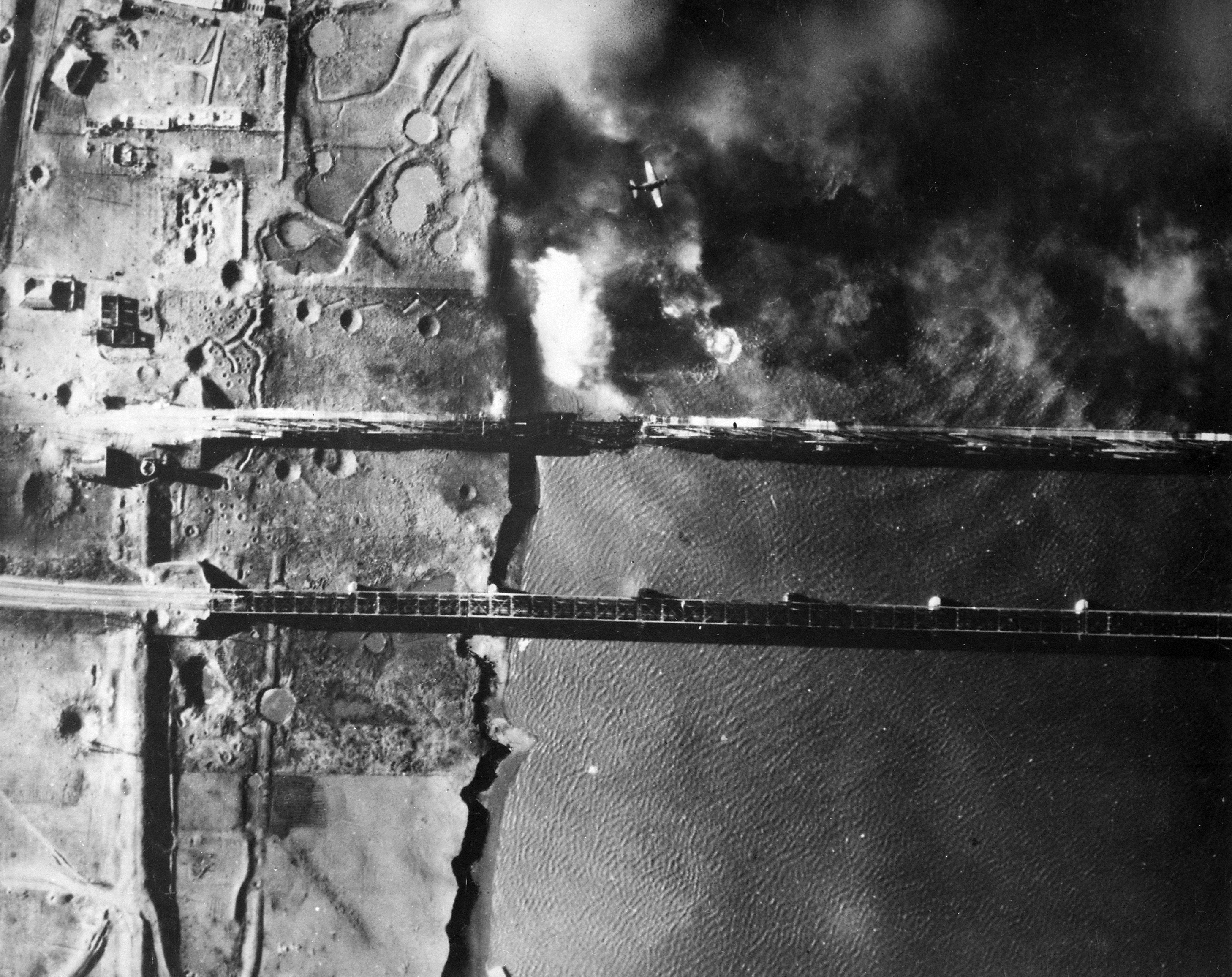
Bombardement du pont transfrontalier sur le Yalou (3 novembre 1950)

La ville s'est développée pendant l'occupation japonaise de la Corée (1910-1945), en tant que centre économique et commercial. Son nom, qui signifie « nouvelle Uiju », fait référence à la ville plus ancienne de Uiju, située à 11 km plus à l'est. En grande partie détruite pendant le bombardement de la Corée du Nord, la ville a été rapidement reconstruite après 1953 et a connu une importante croissance économique.
À la fin de la décennie 1990-2000, la corruption de la population était massive, les échanges illégaux et légaux existaient, notamment avec la proximité de la ville Dandong.
Au début des années 2000, un projet de zone économique spéciale a été annoncé en septembre 2002, fruit de la rencontre entre Kim Jong-il et le chinois Yang Bin (2e fortune chinoise en 2001 selon Forbes). Mais le projet fut stoppé net par l’arrestation de Yang Bin pour fraude fiscale, pour laquelle il fut condamné à 1 an et demi de prison. Une potentielle raison de cette arrestation en la crainte du pouvoir chinois de voir à sa frontière émerger une zone de corruption et de trafic incontrôlable.

## Climat
| Mois                     | jan. | fév. | mars | avril | mai | juin  | jui.  | août  | sep.  | oct. | nov. | déc. | année   |
| ------------------------ | ---- | ---- | ---- | ----- | --- | ----- | ----- | ----- | ----- | ---- | ---- | ---- | ------- |
| Température moyenne (°C) | −8,6 | −5,2 | 1,4  | 8,9   | 15  | 19,8  | 23,7  | 24    | 18,4  | 11,4 | 2,6  | −5,4 | 8,83    |
| Précipitations (mm)      | 10,7 | 11,6 | 26,4 | 50,8  | 72  | 105,8 | 303,7 | 269,4 | 108,6 | 56,3 | 33,6 | 17,2 | 1 066,1 |

## Divisions administratives

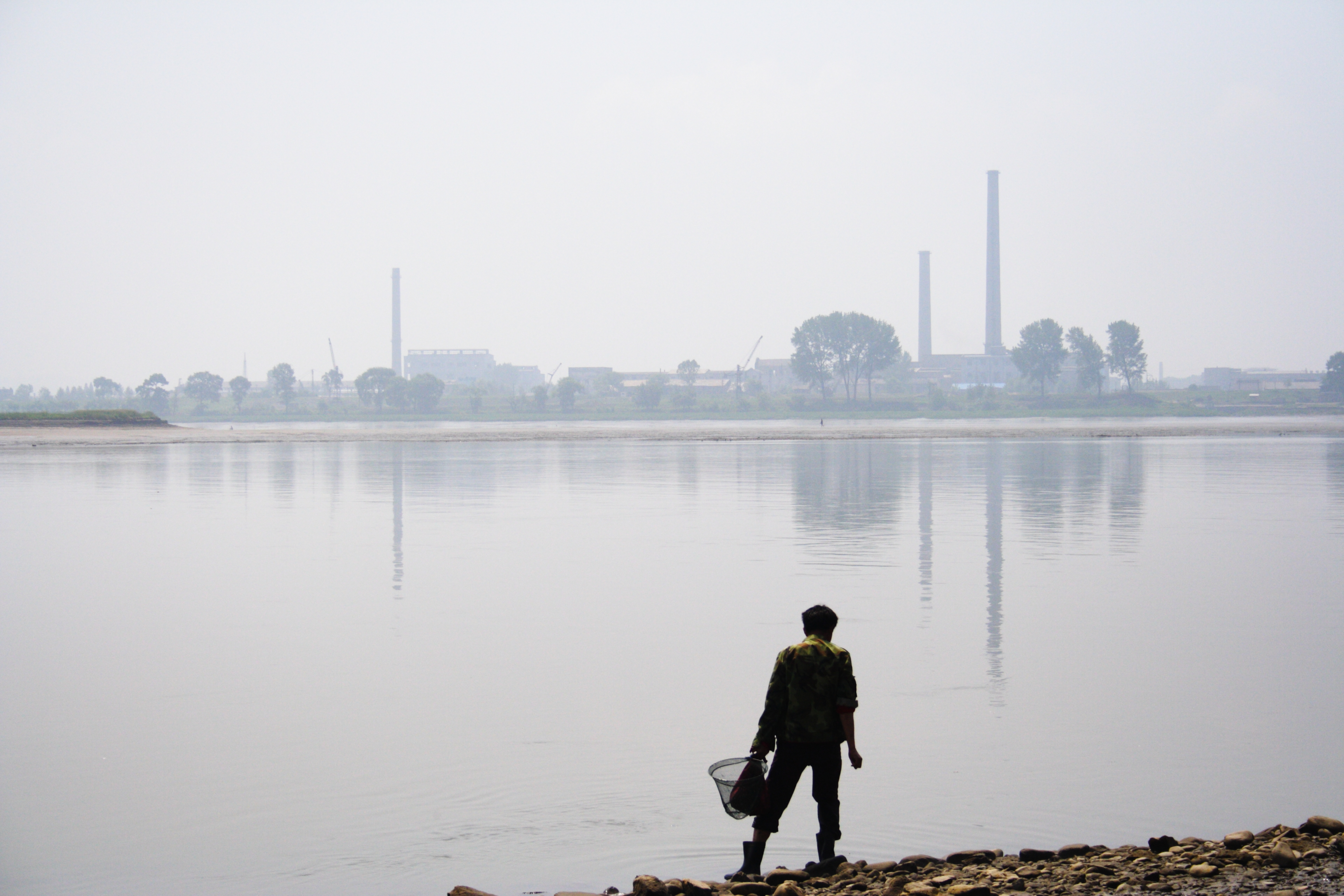
Les usines au bord du Yalou

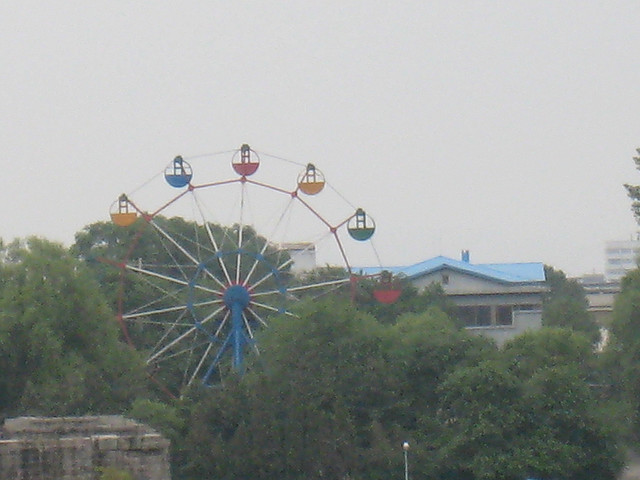
Le parc d'attractions

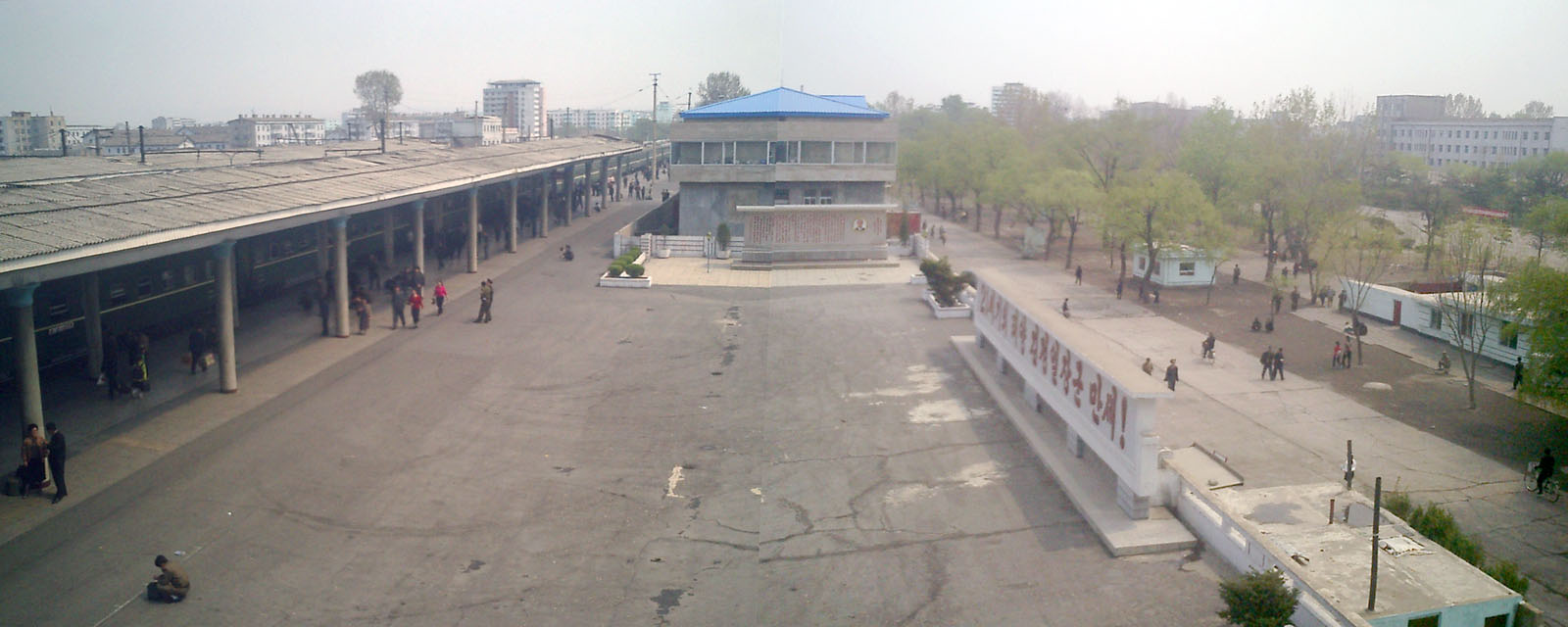
la gare de Sinuiju

L'agglomération de Sinuiju comporte quarante-neuf quartiers :
- Apkang ou Fleuve Aprok (Yalu) (압강동)
- Chaeha (채하동)
- Chinson 1 (친선 1동)
- Chinson 2 (친선 2동)
- Chongsong (청송동)
- Haebang (해방동)
- Kaehyok (개혁동)
- Kosong (고성동)
- Kunhwa (근화동)
- Kwanmun (관문동)
- Majon (마전동)
- Minpo (민포동)
- Nammin (남민동)
- Namsong (남송동)
- Oil ou 1er mai (오일동)
- Paeksa (백사동)
- Paekto (백토동)
- Paekun (백운동)
- Pangjik (방직동)
- Ponbu (본부동)
- Pungso 1 (풍서 1동)
- Pungso 2 (풍서 2동)
- Pyonghwa (평화동)
- Rakchong 1 (락청 1동)
- Rakchong 2 (락청 2동)
- Rakwon 1 (락원 1동)
- Rakwon 2 (락원 2동)
- Ryonsang 1 (련상 1동)
- Ryonsang 2 (련상 2동)
- Ryusang 1 (류상 1동)
- Ryusang 2 (류상 2동)
- Sinnam (신남동)
- Sinpo ou Nouveau Port (신포동)
- Sinuiju-Est-Bas (동하동)
- Sinuiju-Est-Centre (동중동)
- Sinuiju-Est-Haut (동상동)
- Sinuiju-Sud-Bas (남하동)
- Sinuiju-Sud-Centre (남중동)
- Sinuiju-Sud-Haut (남상동)
- Sinuiju-Sud-Ouest (남서동)
- Sinwon (신원동)
- Sokha 1 (석하 1동), où est situé notamment l'Usine de Cosmétiques de Sinuiju
- Sokha 2 (석하 2동 ), où est situé notamment l'Usine de Cosmétiques de Sinuiju
- Songhan (송한동)
- Sonsang (선상동)
- Sumun ou Porte de l'eau (수문동)
- Wai (와이동)
- Yokchon (역전동)
- Yonha (연하동)

et neuf communes :
- Chungje (중제리)
- Samgyo (삼교리)
- Samryong (삼룡리)
- Songso (성서리)
- Tosong (토성리)
- Sangdan (상단리) dans l'île de Wihwa
- Hadan (하단리) dans l'île de Wihwa
- Ryucho (류초리) dans l'île de Ryucho
- Taji (다지리) dans l'île de Taji

## Économie
Les industries chimiques, hydroélectriques, textiles, du bois et de travail des métaux y sont aujourd'hui particulièrement développées. Sinuiju abrite aussi des entreprises de biens de consommation, notamment une usine de cosmétiques.
Au premier semestre de l'année 2007, une zone économique spéciale a été instituée à Sinuiju. Des expropriations pour cause d'utilité publique préparent de futurs travaux de réaménagement urbain. La zone économique spéciale de Sinuiju devrait s'inspirer du précédent de la zone spéciale de Kaesong, alors que le promoteur d'un précédent projet, l'homme d'affaires sino-hollandais Yang Bin, envisageait de développer des activités financières et de loisirs. La Chine s'était opposée à ce projet, susceptible de se traduire par l'essor d'activités illégales à sa frontière, en procédant à l'arrestation de Yang Bin.

## Transports
Abritant un aéroport, reliée à la Chine par voie terrestre et ferroviaire par le pont de l'amitié sino-coréenne, Sinuiju est aussi l'un des principaux centres portuaires de Corée du Nord.
Il existe une ligne de trolleybus. À l'origine il y avait deux lignes de trolleybus, mais la ligne vers Rakwon a été démantelé en à peu près 2005.